# Західний Місаміс
Західний Місаміс (себ.: Kasadpang Misamis) — провінція Філіппін у регіоні Північне Мінданао на острові Мінданао. Адміністративним центром є місто Орокуета. Західний Місаміс межує з провінціями Північна Замбоанга та Південна Замбоанга на заході, провінцією Північне Ланао через затоку Пангуіл — на півдні і затокою Іліган — на сході.

## Географія
Площа провінції становить становить 2 055,22 км2. Провінція Західний Місаміс розташована на вузькій ділянці землі, яка пов'язує північно-західну частину острова Мінданао з центром острова.

### Адміністративний поділ
Адміністративно поділяється на 14 муніципалітетів та 3 незалежних міста.

## Демографія
Згідно перепису 2015 року населення провінції Західний Місаміс становило 602 126 осіб. Більшість населення узбережжя складається з мігрантів з островів Себу та Бохоль. Близько 70% населення провінції католики, ще близько 20% належать до Філіппінської незалежної церкви.

## Економіка
Економіка провінції залежить від риболовлі, вирощування рису та переробки кокосових горіхів.